# Marcos Camarda
Marcos Patricio Camarda Télis, noto semplicemente come Marcos Camarda (Montevideo, 22 novembre 2000), è un calciatore uruguaiano, attaccante del San Marcos de Arica.

## Caratteristiche tecniche
Attaccante centrale, può giocare anche in posizione più arretrata ed è dotato di un ottimo senso del gol.

## Carriera
Cresciuto nei settori giovanili di Progreso, Danubio e Boca Juniors e Peñarol, nel 2020 viene acquistato a titolo definitivo dal Sud América. Debutta fra i professionisti il 12 agosto in occasione dell'incontro di Segunda División Profesional de Uruguay pareggiato 1-1 contro il Rocha; una settimana più tardi realizza la sua prima rete segnando nei minuti finali il gol del definitivo 2-1 contro la Juventud.
Chiude la sua prima stagione con 24 presenze e 8 reti, aiutando il club a centrare la promozione in massima divisione.

## Statistiche

### Presenze e reti nei club
Statistiche aggiornate al 25 ottobre 2021.
| Stagione        | Squadra         | Campionato      | Campionato | Campionato | Coppe nazionali | Coppe nazionali | Coppe nazionali | Coppe continentali | Coppe continentali | Coppe continentali | Altre coppe | Altre coppe | Altre coppe | Totale | Totale |
| Stagione        | Squadra         | Comp            | Pres       | Reti       | Comp            | Pres            | Reti            | Comp               | Pres               | Reti               | Comp        | Pres        | Reti        | Pres   | Reti   |
| --------------- | --------------- | --------------- | ---------- | ---------- | --------------- | --------------- | --------------- | ------------------ | ------------------ | ------------------ | ----------- | ----------- | ----------- | ------ | ------ |
| 2020            | Sud América     | SD              | 24         | 9          |                 | -               | -               |                    | -                  | -                  |             | -           | -           | 24     | 9      |
| 2021            | Sud América     | PD              | 21         | 3          |                 | -               | -               |                    | -                  | -                  |             | -           | -           | 21     | 3      |
| Totale carriera | Totale carriera | Totale carriera | 45         | 12         |                 | -               | -               |                    | -                  | -                  |             | -           | -           | 45     | 12     |